# الجامع الأخضر (إزنيق)
الجامع الأخضر في إزنيق ((بالتركية: Yeşil Camii)‏) هو مسجد تاريخي عثماني في إزنيق، تركيا.

## المسجد
واحد من أقرب الأمثلة على العمارة العثمانية، شيد المسجد بأمر من الصدر أعظم خليل باشا شندرلي الكبير من السلطان مراد الأول في إزنيق. وكان تمام بنائه على يد ابنه علي باشا. النقش على المسجد يعطي تاريخ البناء 780-794هـ (1378-1391)م واسم المهندس المعماري (حاجي بن موسى).

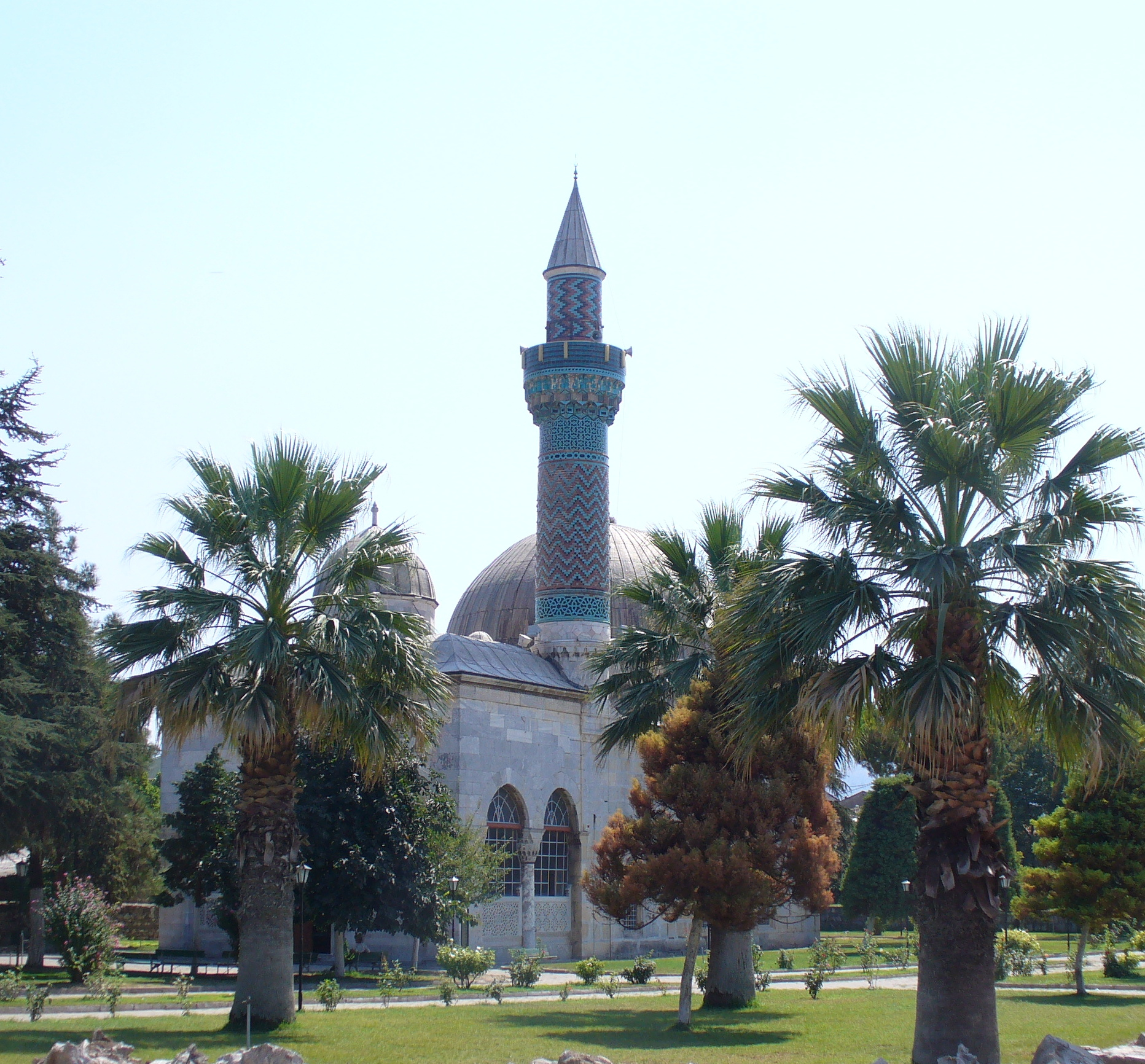

يقع المسجد بالقرب من بوابة ليفكا في الجهة الشرقية من المدينة. وهو يتألف المسجد من ثلاثة أروقة ومُصلى واحد (قاعة صلاة) وقبة واحدة قطرها 10.5 متر (34 قدم). وارتفاعها 17.5 متر (57 قدم) عن الأرض، وأربعة نوافذ، الجزء السفلي من الجدران الداخلية مغلف بلوحات الرخام الرمادي.
للمسجد مئذنة واحدة في الركن الشمالي الغربي من المبنى.
تضرر المسجد في عام 1922 من قبل الجيش اليوناني خلال حرب الاستقلال التركية. وأعيد ترميمه بين 1956 و1969.

## وصلات خارجية
- الجامع الأخضر (إزنيق), Archnet